# Andenguan
Der Andenguan (Penelope montagnii), früher auch Bergschaku oder Anden-Schaku genannt, ist ein Hühnervogel aus der Familie der Hokkohühner (Cracidae).
Der lateinische Artzusatz bezieht sich auf Camille Montagne.
Der Vogel ist der häufigste und relativ weit verbreitete Guan in den Anden, er kommt von Venezuela, Kolumbien über Ecuador und Peru südlich bis Bolivien und möglicherweise noch im äußersten Nordwesten Argentiniens vor.
Das Verbreitungsgebiet umfasst höhergelegene (von 1500 bis 3500 m) subtropische und gemäßigte Wälder und Waldränder, gerne dicht, feucht und reich an Epiphyten.
Die Art tritt sympatrisch mit dem blasser gefärbten Bindenschwanzguan (Penelope argyrotis) auf.

Verbreitungsgebiet des Andenguans (grün)

## Merkmale
Der Vogel ist 51 bis 61 cm groß und wiegt zwischen 818 und 840 g. Er ist stämmig, weniger schlank als die meisten anderen der Gattung Penelope. Er hat eine kleine rotbraune Wamme und viel Rotbraun am Bürzel. Der Schnabel hat eine weiße Spitze, die Beine sind rötlich. Kehle und Fußwurzel sind teilweise mit Federn besetzt wie beim Bartguan (Penelope barbata). Von diesem unterscheidet sich die Art durch ihren einheitlich gefärbten Schwanz. Es gibt keinen Unterschied zwischen den Geschlechtern.
Jungvögel sind bräunlicher mit undeutlicher weißer Markierung auf der Unterseite und blasser auf den Kopfseiten und an der Kehle.

## Stimme
Der Ruf des Männchens wird als monotoner,  einzeln wiederholter, lauter und schneller werdender Laut sowie als „chaah-choah-cha-cha-choam-cha-cha-cha...“ oder sanftes „cluir cluir lui lui luir“ in der Dämmerung beschrieben.

## Lebensweise
Die Brutzeit ist nicht genau bekannt. Das Nest wird aus Zweigen gebaut und mit Blättern ausgekleidet. Das Gelege besteht aus zwei Eiern.

## Ernährung
Die Nahrung besteht überwiegend aus Früchten, aber auch Pflanzensamen und Blättern, die üblicherweise in Gruppen in den Bäumen gesucht werden.

## Geografische Variation
Es werden folgende Unterarten anerkannt:
- P. m. atrogularis (Hellmayr & Conover) – Südwesten Kolumbiens, Westecuador
- P. m. brooki (Chubb, C, 1917) – Süden Kolumbiens, Osten Ecuadors
- P. m. montagnii (Bonaparte) 1856, Nominatform – Nord- und Mittelkolumbien, Nordwesten Venezuelas
- P. m. plumosa (Berlepsch & Stolzmann, 1902) – Peru
- P. m. sclateri (G. R. Gray, 1860) – Bolivien

## Gefährdungssituation
Der Bestand gilt als nicht gefährdet (Least Concern), er ist jedoch von Habitatverlust und Jagddruck bedroht.